# Moomina Haleem
Moomina Haleem Ahmed Ismail (...) è un ex politica maldiviana. Nel 1974 è stata la prima donna ad essere eletta all'Assemblea del popolo, il parlamento monocamerale delle Maldive. Tre anni dopo è anche divenuta la prima donna ad essere nominata ministro.

## Biografia
Haleem ha studiato per diventare infermiera: è stata la prima donna maldiviana a completare gli studi superiori in infermieristica. È stata assunta come infermiera all'ospedale governativo di Malé nel 1963 impegnandosi fin da subito per migliorare le condizioni del piccolo luogo di cura spesso utilizzando il denaro del proprio stipendio per sopperire alle carenze di medicinali e materiali. Nel 1970 ha sposato Kandi Ahmed Ismail Maniku, un uomo d'affari nel settore del turismo, morto nel 2012.
Alle elezioni parlamentari del 1974 si candidò nella circoscrizione di Malé e fu eletta: fu la prima donna mai eletta al parlamento maldiviano. Prima di lei vi erano state alcune donne nominate parlamentari dai capi di stato (tra le quali anche la madre della Haleem, durante gli anni della presidenza di Mohamed Amin Didi), ma mai nessuna era uscita vittoriosa dalle urne.
Il 6 gennaio 1977 fu nominata Ministro della Sanità dal presidente Ibrahim Nasir, diventando così anche la prima donna ministro nel Paese. Quando il Majlis dovette eleggere un nuovo presidente nel 1978, era opinione diffusa che Haleem avrebbe vinto se la costituzione non avesse impedito alle donne di ricoprire la carica.
È stata eletta per un secondo mandato in parlamento nel 1979, ma rifiutò la carica di direttore degli affari sociali che le era stata offerta dal nuovo presidente Maumoon Abdul Gayoom.
Dopo l'elezione di Gayoom, Haleem è stata più volte arrestata dalla polizia. Nel 1980 è stata costretta all'esilio: mentre si trovava nello Sri Lanka per accompagnare la sorella minore che doveva ricevere cure mediche, le è stato consigliato di non tornare in patria, poiché il governo aveva iniziato ad arrestare membri della sua famiglia. Suo marito e i suoi figli rimasero invece nel paese, ma furono costretti sulla periferica isola di Dhonfanu, nell'atollo Baa.
Poiché il governo delle Maldive aveva richiesto a quello dello Sri Lanka che la Haleem fosse messa sotto sorveglianza, il Criminal Investigation Department di Colombo le chiese - per non deteriorare i rapporti con il vicino maldiviano - di lasciare entro un giorno il paese. Poiché gli unici paesi a non richiedere un visto di ingresso per i cittadini maldiviani erano la Gran Bretagna e l'Italia, la Hameen decise di trasferirsi a Londra, dove aveva la possibilità di essere ospitata da un'amica di sua sorella.
Haleem non avrebbe potuto lavorare nel Regno Unito a meno che non avesse chiesto asilo politico, cosa che non voleva fare, per il timore che questo avesse conseguenze negative per la sua famiglia rimasta alle Maldive. Ha pertanto deciso di accettare un'offerta di lavoro in un ospedale in Kuwait. Poco dopo il suo trasferimento, scoppiò la guerra Iran-Iraq e lei tornò a Londra per cinque mesi, prima di poter tornare in Kuwait.
Alcuni anni dopo ebbe occasione di parlare con l'ambasciatore dello Sri Lanka in Kuwait: dal colloquio emerse come l'unico obiettivo del governo maldiviano era quello di impedirle il ritorno in patria, e la Haleem decise di tornare in Sri Lanka dove ha potuto riunirsi coi figli.
Ha finalmente fatto ritorno alle Maldive nel 2008, dopo che il neoeletto presidente Mohamed Nasheed (successore di Gayoom) la ebbe personalmente chiamata per assicurarle che poteva tornare a casa.